# Jules-Ferdinand Jacquemart
Jules-Ferdinand Jacquemart, nommé également Jules Jacquemart, né le 7 septembre 1837 à Paris, et mort dans la même ville le 27 septembre 1880, est un graveur, aquarelliste et illustrateur français, particulièrement connu pour ses eaux-fortes.

## Biographie
Jules Jacquemart est fils d'Albert Jacquemart (1808-1875), chef de bureau au ministère des Finances, collectionneur d'art et  historien de l'art.
À partir de 1859 et jusqu'à sa mort, il collabore régulièrement à la Gazette des beaux-arts.
Jules Jacquemart est, en 1879, l'un des membres fondateurs de la Société d'aquarellistes français avec, entre autres, Eugène Lami, Gustave Doré, Eugène Isabey. Lors de la première exposition que celle-ci organise rue Laffitte à Paris chez Durand-Ruel, il expose neuf œuvres, dont Les platanes en hiver

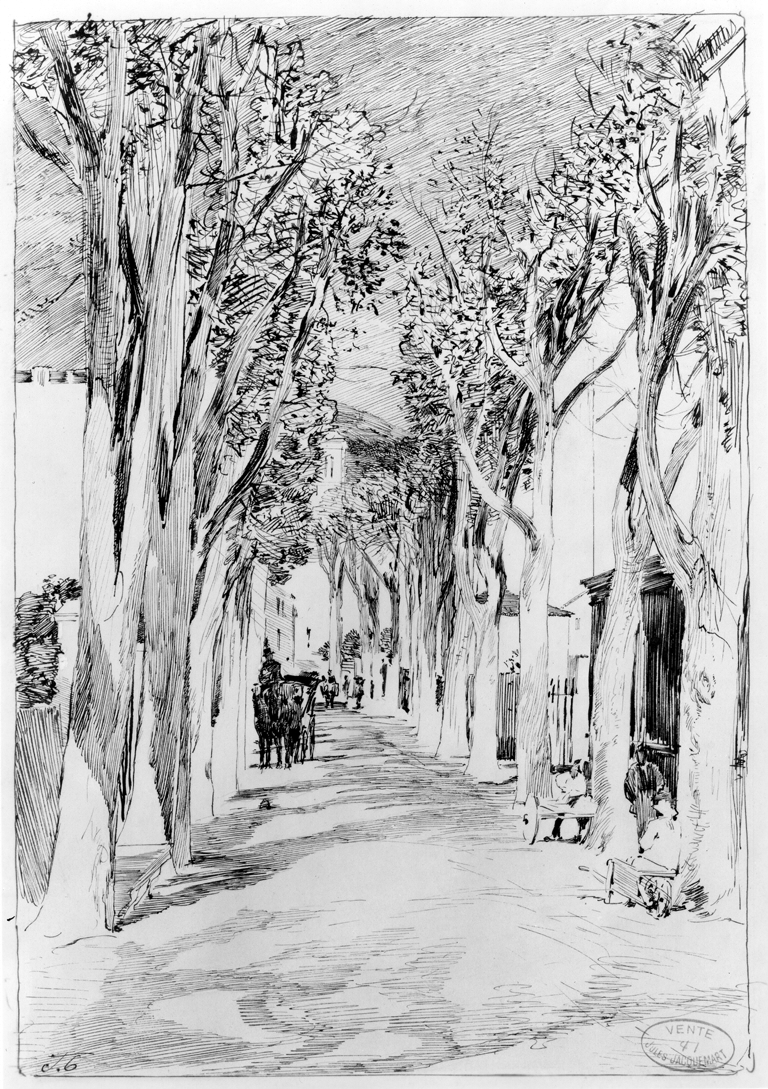
Les Platanes en hiver, route de Nice, aquarelle, Baltimore, Walters Art Museum.

Jules Jacquemart a vécu, comme bien d'autres illustrateurs, l'arrivée de la photographie. D'après Sylvie Aubenas et Marc Smith, il en était un des adversaires les plus déterminés car « une précision de plus en plus grande est demandée aux graveurs d'interprétation en lithographie ou même à l'eau-forte ; c'est la photographie qui les accule à une émulation dont les résultats sont souvent admirables et dont l'aquafortiste Jules Jacquemart, adversaire juré et émule presque forcené de la photographie offre l'exemple le plus spectaculaire ».
Il meurt le 27 septembre 1880 à Paris, en son domicile au 21, avenue de la Grande-Armée. Il souffrait depuis plusieurs années de la phtisie. Il repose avec son père dans la 68e division du cimetière du Père-Lachaise à Paris.

## Collectionneur
Jules Jacquemart est l'un des premiers promoteurs et collectionneurs d'estampes japonaises, avec le peintre James Tissot et le conservateur du musée du Louvre Villot. Il s'inscrit dans la mouvement japoniste. Avec Philippe Burty, Henri Fantin-Latour et Félix Bracquemond, il a formé une société qui vise à étudier l’art et la culture japonaise.
Le collectionneur Jules Jacquemart possédait un grand nombre d'œuvres et objets. Sa succession a fait l'objet d'une vente aux enchères tenue à Paris à l'hôtel Drouot du 4 au 8 avril 1881. Le catalogue de la vente décrit les œuvres de Jacquemart proposée à la vente, ainsi que les tableaux, objets d'art et meubles qu'il possédait. Le catalogue contient 760 références. Ses propres œuvres comprennent 21 aquarelles, 8 gouaches, 55 dessins à la plume, au crayon et au fusain, 136 estampes et 7 gravures encadrées. Les œuvres que lui ou son père ont collectionnées sont des tableaux (Giuseppe De Nittis, Antoine Vollon…), des bronzes et cuivres orientaux : coupe de Chang, vase sacré chinois, bronze indien représentant un bœuf sacré portant un édifice, sage en bronze doré, des émaux, armes, porcelaines de chine, porcelaine de Sèvres, orfèvrerie, matières précieuses, sculptures en ivoire, sculptures en bois, laques, miroirs, meubles européens, meubles de l'Orient, étoffes, tapis, miniatures indiennes, estampes de divers artistes, gravures encadrées…

## Œuvres
Jules Jacquemart laisse une œuvre double et contrastée. D'une part celle du graveur reconnu et salué par la critique et le public et d'autre part, celle d'aquarelliste. Le graveur dessine des objets d'art afin d'illustrer, avant l'existence de la photographie, les ouvrages d'art ou d'histoire ou encore les articles de la Gazette des beaux-arts. Comme peintre, il produit une œuvre plus personnelle, de créateur. Il peint ses aquarelles essentiellement dans sa maison de Menton. Cette œuvre a une renommée moindre, mais demeure significative. Elle est présente dans de nombreux musées. Georges Duplessis établit une synthèse de la production de l'artiste.

### Gravures
Georges Duplessis synthétise ainsi le talent de Jules Jacquemart " "l'artiste savait présenter l'objet sous son aspect le plus favorable et faire valoir les moindres détails, sans pour cela sacrifier en rien la physionomie générale de l'œuvre."
Jules Jacquemart a illustré de nombreux ouvrages. Le père de Jules, Albert, tenait une rubrique dans la Gazette des beaux-arts et était un spécialiste reconnu dans le domaine de la céramique. Il publie plusieurs livres sur ces sujets. Jules illustre  les textes par la reproduction  des objets d'art dont il est question dans le texte. Le premier est L'Histoire artistique industrielle et commerciale de la porcelaine publié en 1862. L'Histoire de la céramique est une autre publication écrite par Albert Jacquemart, publiée en 1873, dans laquelle intervient également un autre illustrateur, Hercule Catenacci.

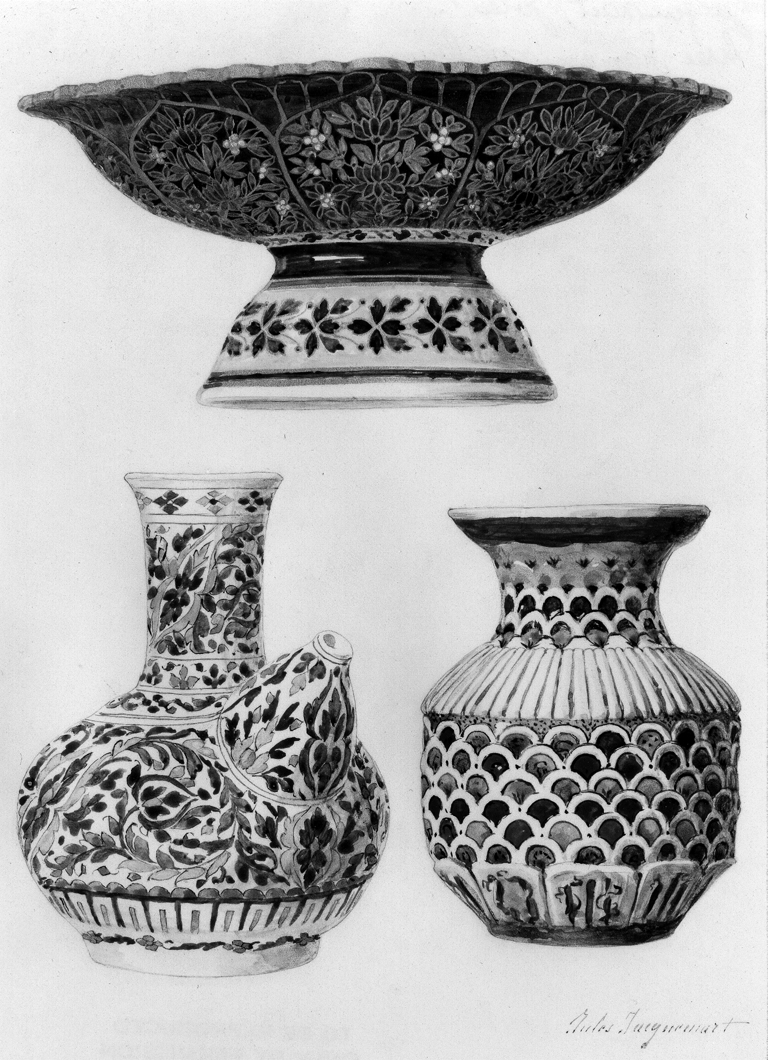
Porcelaine de Perse.
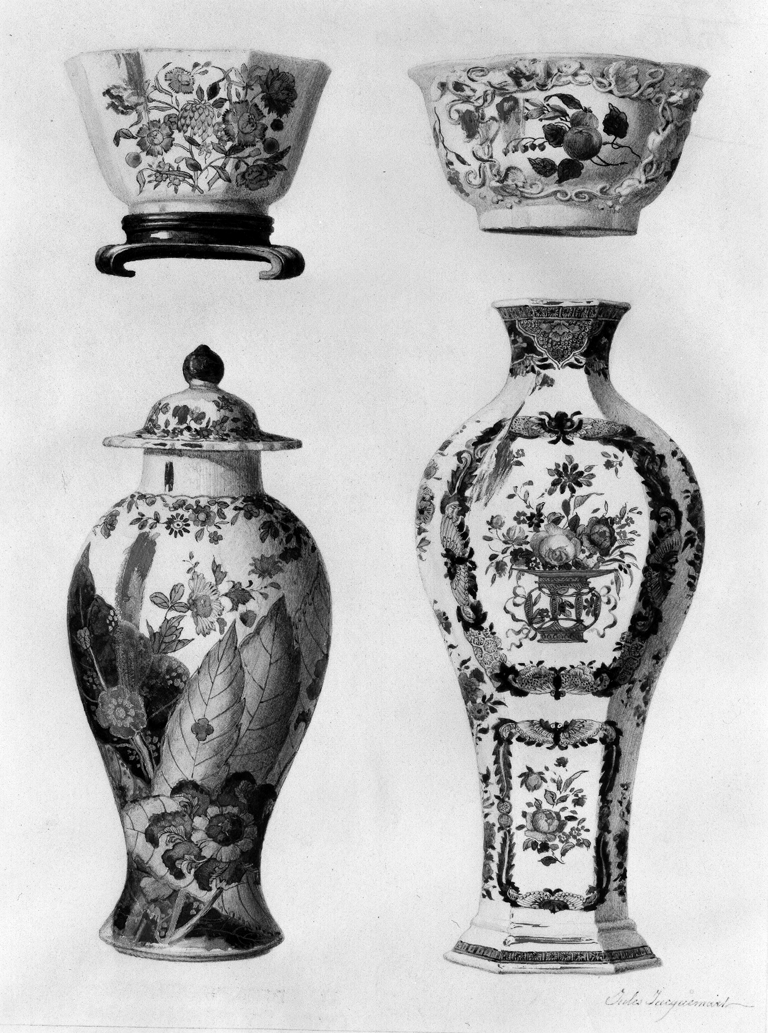
Famille rose japonaise: École dite de l'Inde.
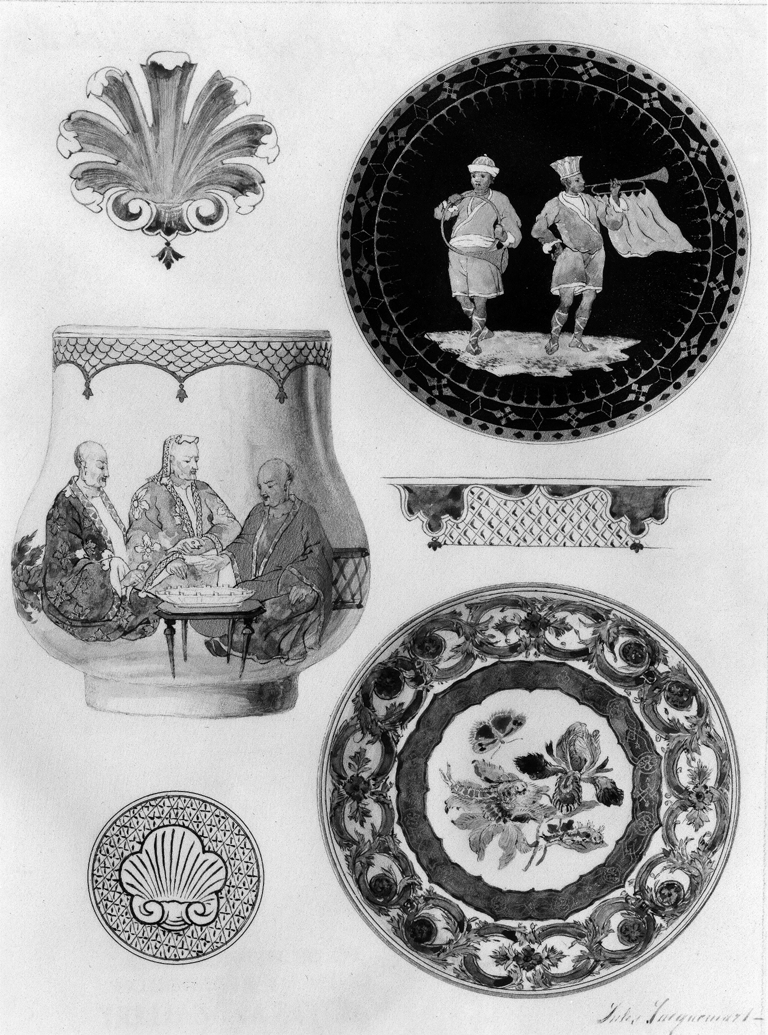
Porcelaine impèriale japonaise.

L'histoire du mobilier, toujours écrit par son père Albert, est publiée en 1876. Ce livre contient 200 eaux-fortes de Jules Jacquemart.

Jules Jacquemart a illustré nombre d'autres ouvrages que ceux écrits par son père. Le succès obtenu par ses travaux sur la porcelaine le font choisir pour illustrer l' "Histoire de la Bibliophilie" de J.J. Techner .
Son talent, reconnu après la publication de ces premiers ouvrages, lui permet de devenir collaborateur régulier de la Gazette des beaux-arts, dans laquelle il est sollicité pour illustrer des articles. En 1864 Barbey de Jouy sollicite Jules Jacquemart pour illustrer les  "Gemmes et joyaux de la Couronne". Le travail s'étale sur 4 années : 60 estampes furent publiées 

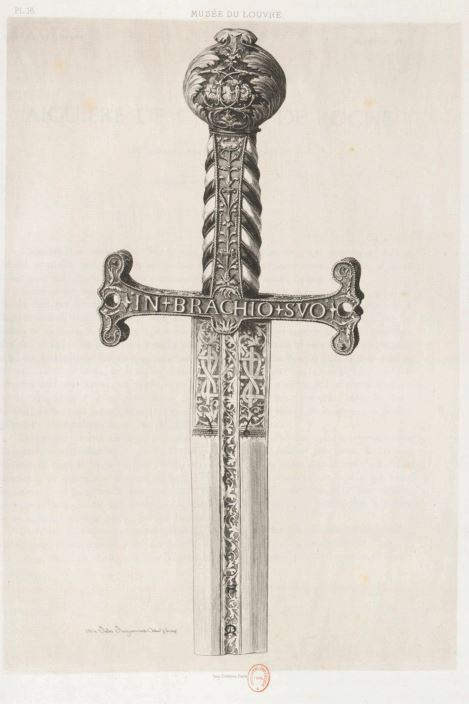
Epée de François 1er.
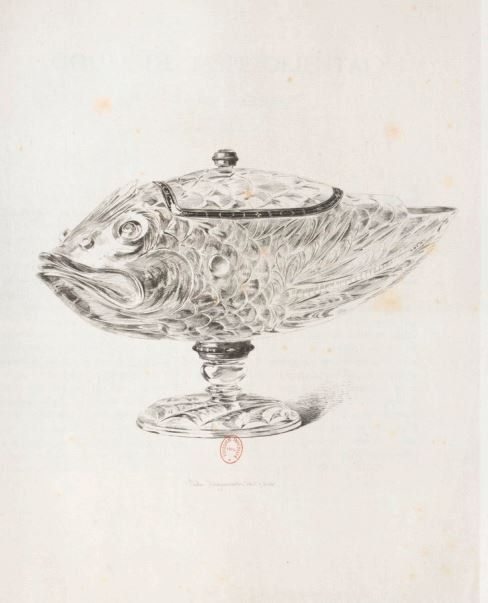
Hannap de cristal de Roche.
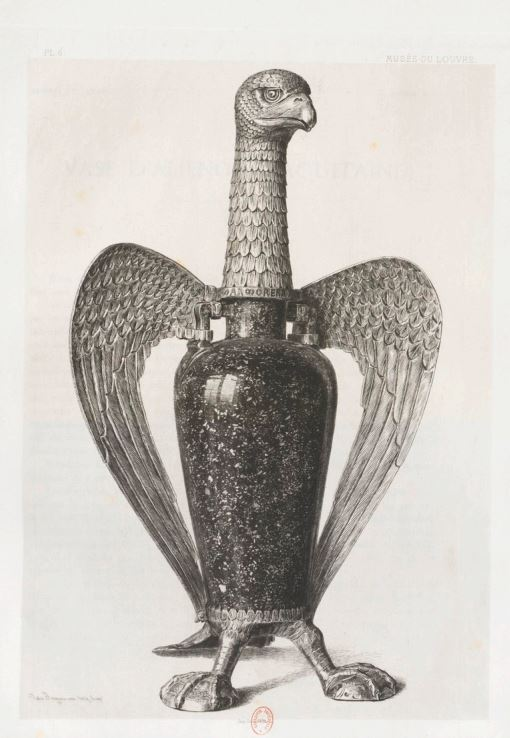
Vase antique de Porphyre.

Il travaille pour un auteur américain, Joseph Florimond Loubat, ainsi que pour le Metropolitan Museum of Art en création.
Il crée 60 estampes pour l'ouvrage que J.-F. Loubat consacre aux médailles créées aux États-Unis de 1776 à 1876.

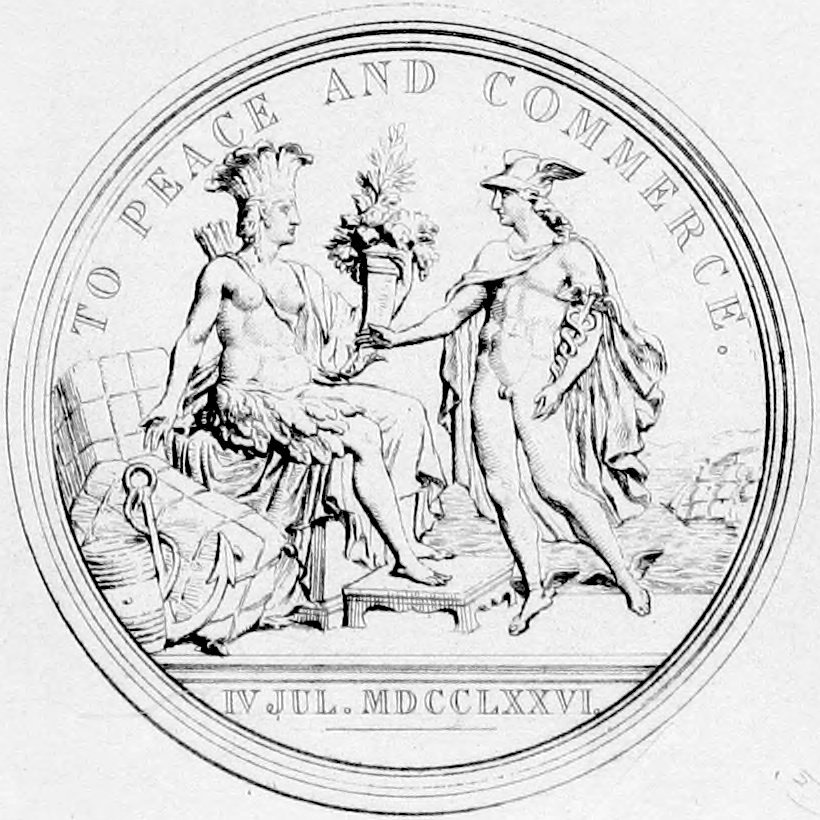
Médaille diplomatique donnée  en 1792 à d'anciens ambassadeurs français aux États-Unis, planche XX in  The Medallic History of the United States of America, 1776-1876.
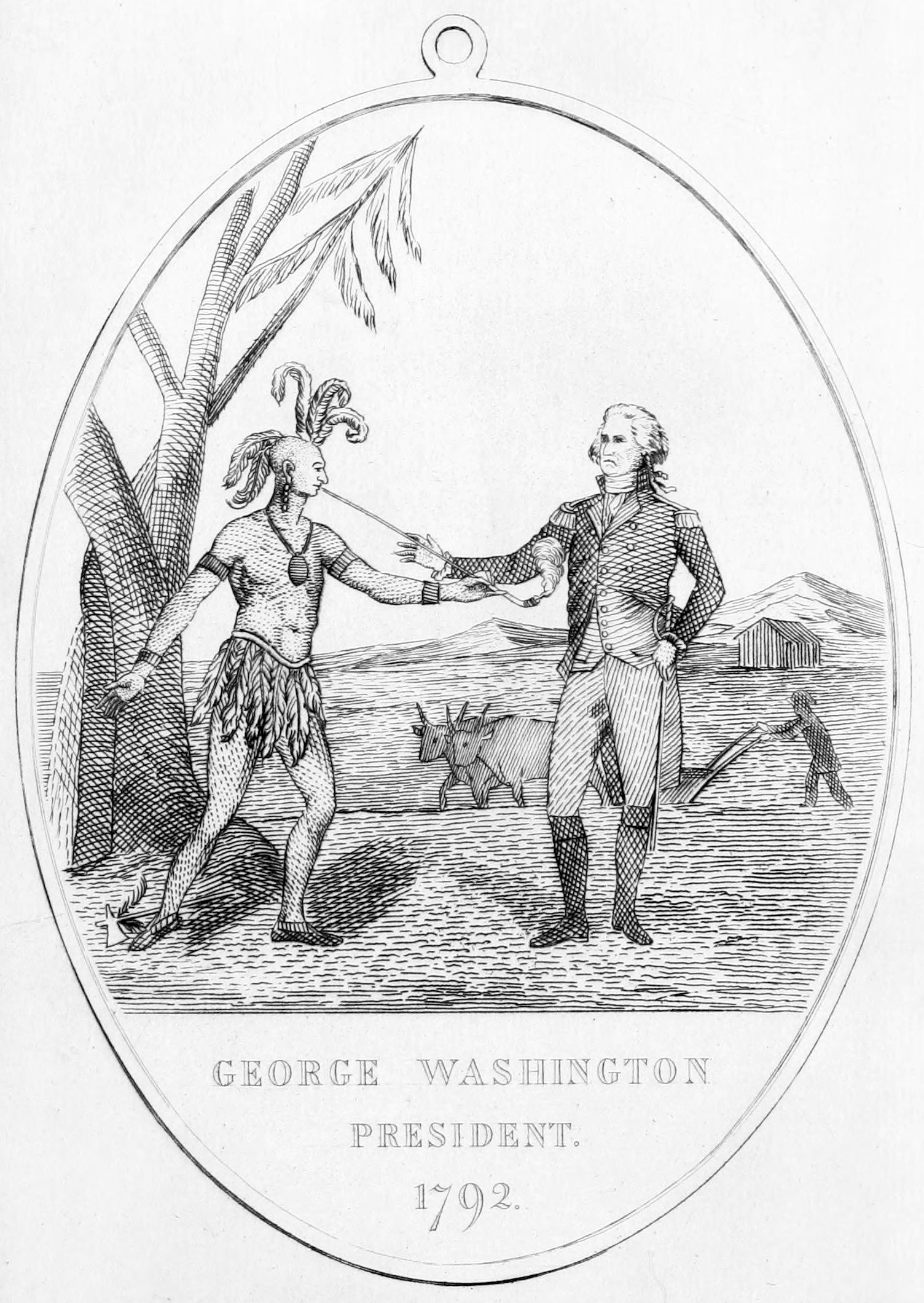
Face avant d'une médaille symbolisant  la paix indienne donnée au chef Red Jacket par le président George Washington en 1792 .
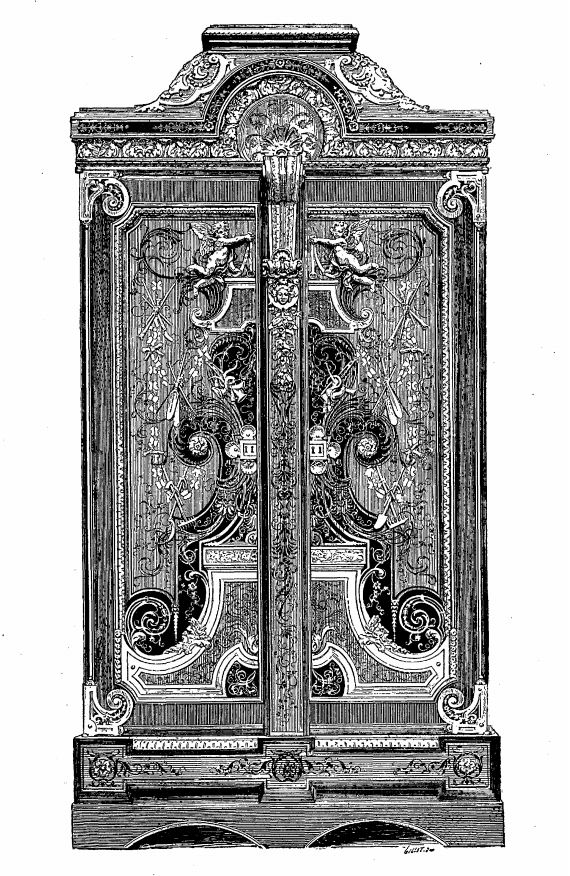
Armoire en ébène avec marqueterie d'André-Charles Boulle, eau-forte typographique dans "Histoire du mobilier".
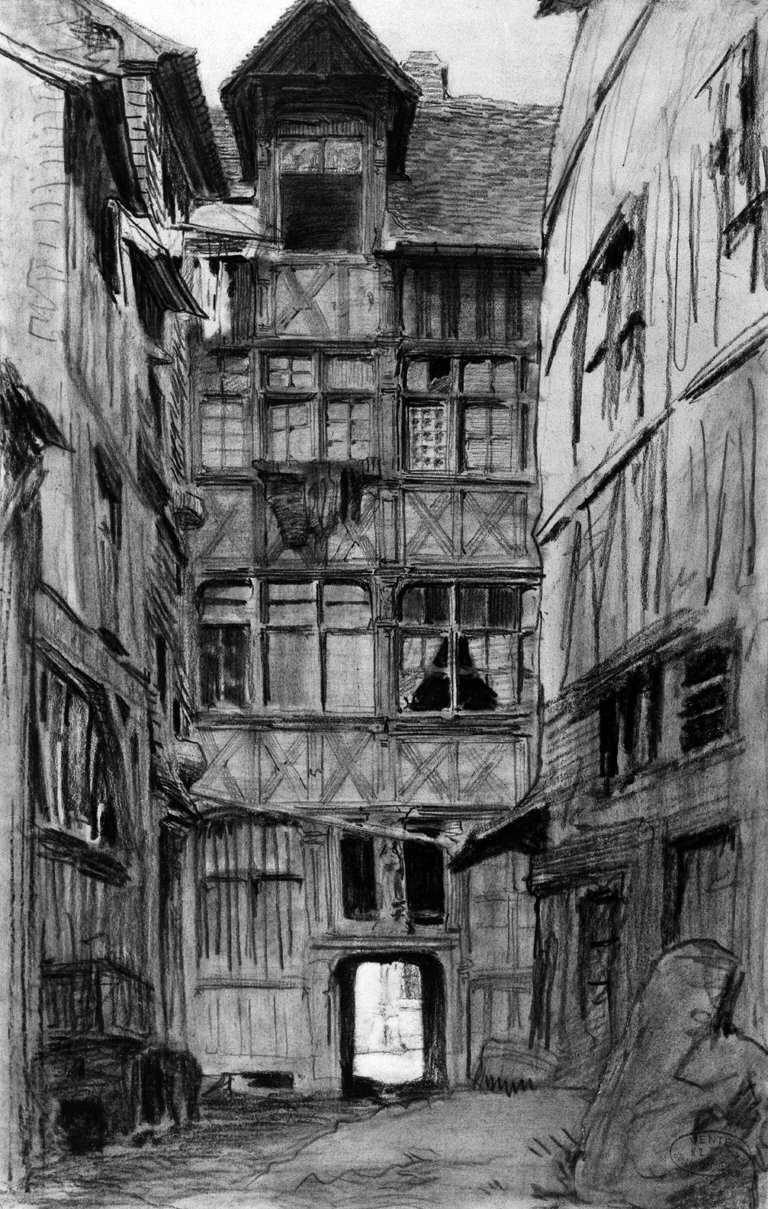
Intérieur de cour à Rouen.

Le fondateur du Metropolitan Museum of Art de New York confie à Jules Jacquemart le soin de graver, au fur et à mesure de leur acquisition en Europe les tableaux destinées à être exposés: 

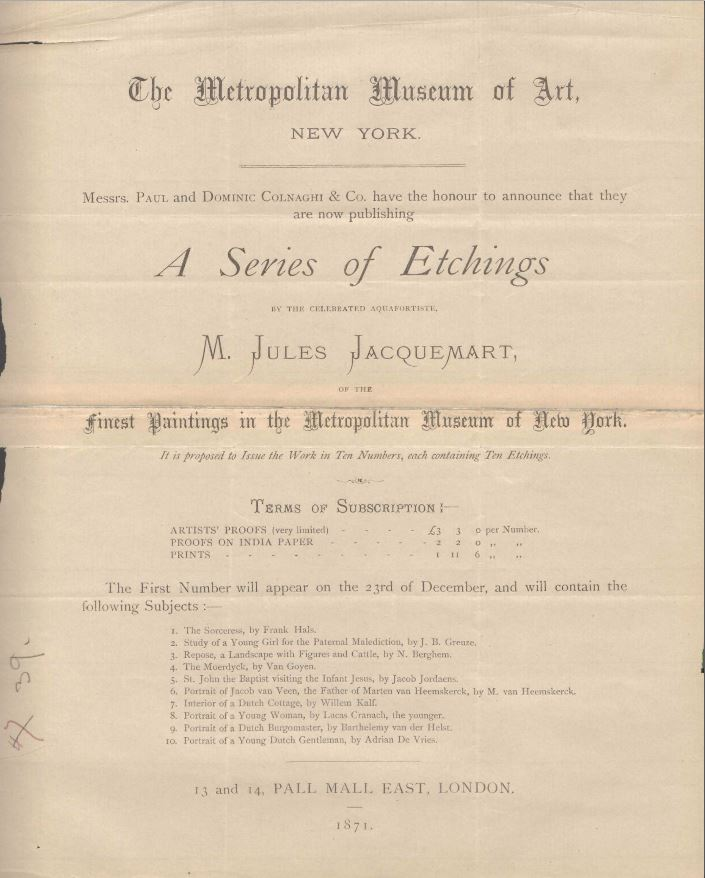
Annonce de l'édition de gravures de Jules Jacquemart pour le Metropolitan Museum of Art New York.
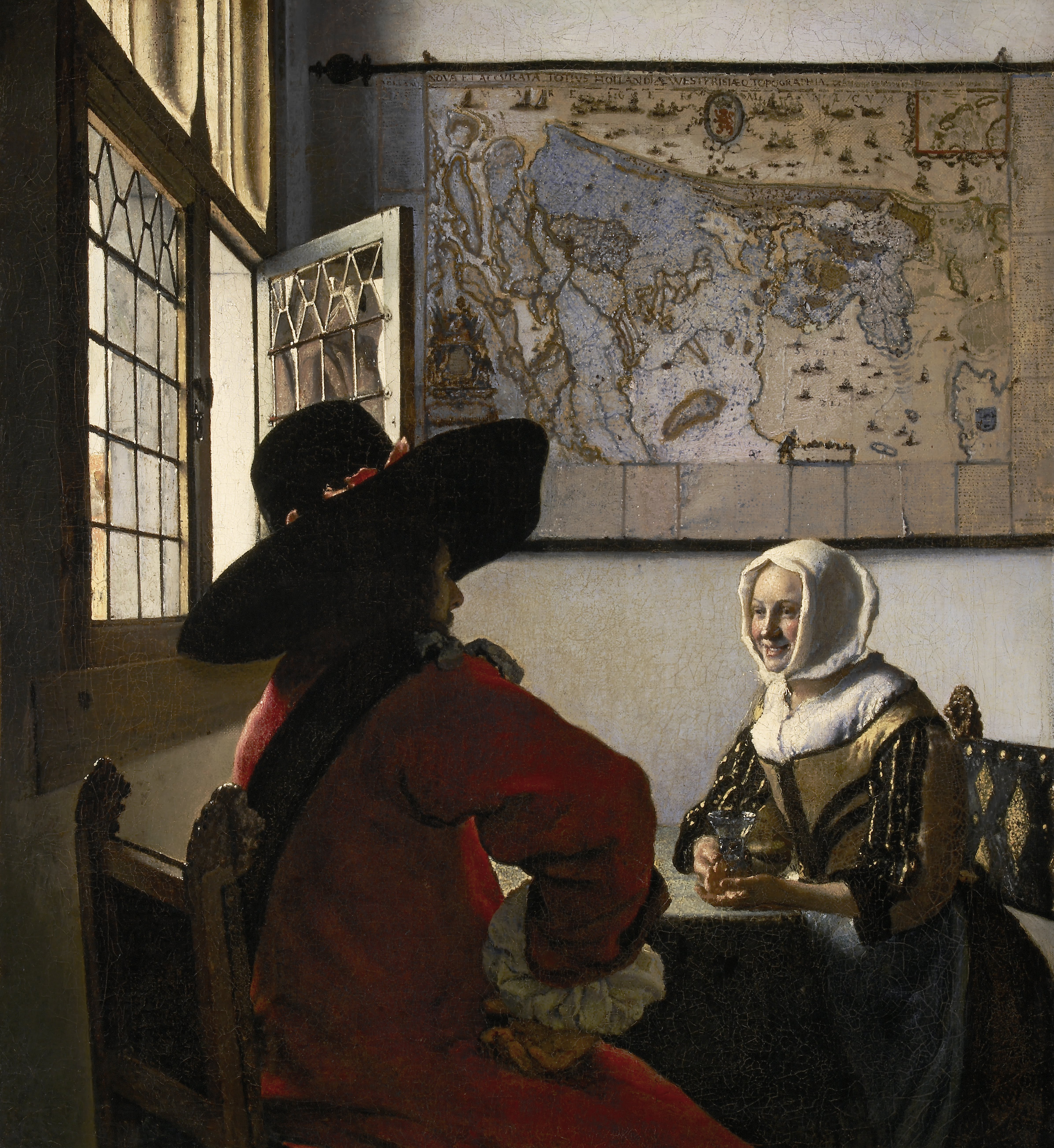
Le Soldat et la fillette qui rit, Vermeer de Delft 1632.
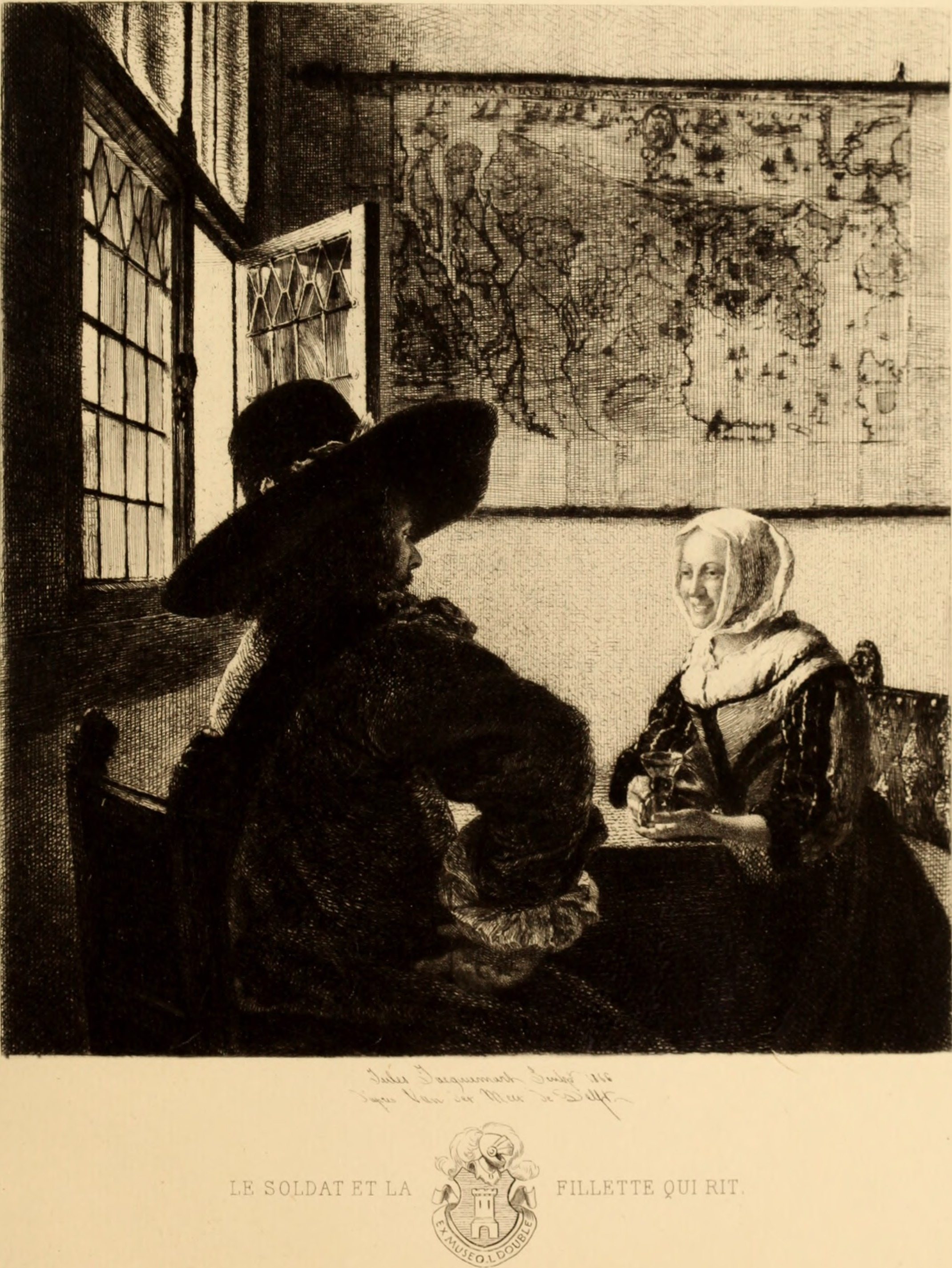
Le Soldat et la fillette qui rit, gravé par Jules Jacquemart d'après Vermeer de Delft.

### Aquarelles
C'était « de la lumière fixée sur du papier. Ces rives bleues, ces allées ensoleillées, avaient des profondeurs infinies », écrit Jules Claretie.
Aquarelles détenues par le musée du Louvre, département des arts graphiques (nombre d'œuvres ne sont pas datées) :
- Autoportrait
- Portrait de Madame Albert Jacquemart, mère de l'artiste
- Portrait de Madame Émile Masson, née Jacquemart en pied (1871)
- Portrait de Madame Émile Masson, née Jacquemart
- Les bineurs Aquarelle 1880
- Le pont Carrei à Menton
- Le ballon d'Henri Giffard aux Tuileries en 1878 [exposition universelle]
- La chambre d'Henri Regnault après sa mort, le lendemain de Buzenval (1871)
- Homme sortant d'une vieille maison entourée d'arbres
- Paris et la Seine vus du Louvre
- Paysage avec un étang entouré de hautes herbes
- Route et maisons au pied des collines à Menton
- Une fête à Menton (1879)
- Paysage de la côte méditerranéenne
- Paysage de montagnes boisées (1879)
- Paysage des environs de Menton (1877)
- Paysage des environs de Menton avec un torrent (1877)
- Paysage du Midi avec deux femmes (1880)
- Paysage du Midi avec une baie bordée de collines verdoyantes
- Paysage du Midi avec une baie 1880
- Paysage du Midi
- Village au bord de la mer sur la côte Méditerranéenne (1875=
- Paysage italien
- Une jeune italienne, dans une chambre (1878)
- Une jeune mère italienne
- Paysage marin avec une chauve-souris
- Une large rivière, aux rives bordés de fourrées et de collines
- Un canard sauvage mort
- Croisée de chemins avec un pot de terre et un pot de fer.